# Buraka Som Sistema
I Buraka Som Sistema sono un gruppo musicale alternative dance portoghese attivo dal 2006.
Il loro stile fonde la musica techno con i generi zouk e kuduro.
Nel 2008 hanno vinto l'MTV Europe Music Award al miglior artista portoghese. Hanno ricevuto la candidatura al premio anche nel 2007 e nel 2009.

## Formazione
- DJ Riot
- Branko
- Conductor
- Kalaf
- Blaya

## Discografia

### Album in studio
- 2006 – From Buraka to the World
- 2008 – Black Diamond
- 2011 – Komba
- 2014 – Buraka